# Lac du Tordre
Le lac du Tordre, ou lac de Tordre, est un lac artificiel de 64 ha situé dans le département de Tarn-et-Garonne dans la région Occitanie.

## Histoire
A l'initiative du Conseil général de Tarn-et-Garonne, la création du barrage en terre de 475 m de long en 1991 (mis en service en 1992) sur le ruisseau du Tordre, affluent de l'Aveyron, a généré le lac constituant une retenue d'eau de 3,2 millions de m3 principalement destinée à l'irrigation.

## Géographie
A l'Est de Montauban, le lac est situé sur les communes de Léojac et de Génébrières à 133 m d'altitude en crête.

## Activités

### Pêche
Adapté à la pêche en embarcation sans moteur thermique, le lac profond de 16 m contient notamment des brochets, sandres, perches, carpes, gardons.